# غوستاف مورو
غوستاف مورو (بالفرنسية: Gustave Moreau)‏ وهو رسام رمزي فرنسي ولد في يوم 6 أبريل 1826 في مدينة باريس عاصمة فرنسا، له عدة رسوم عن الكتاب المقدس و الميثولوجية توفي في سنة 1898.

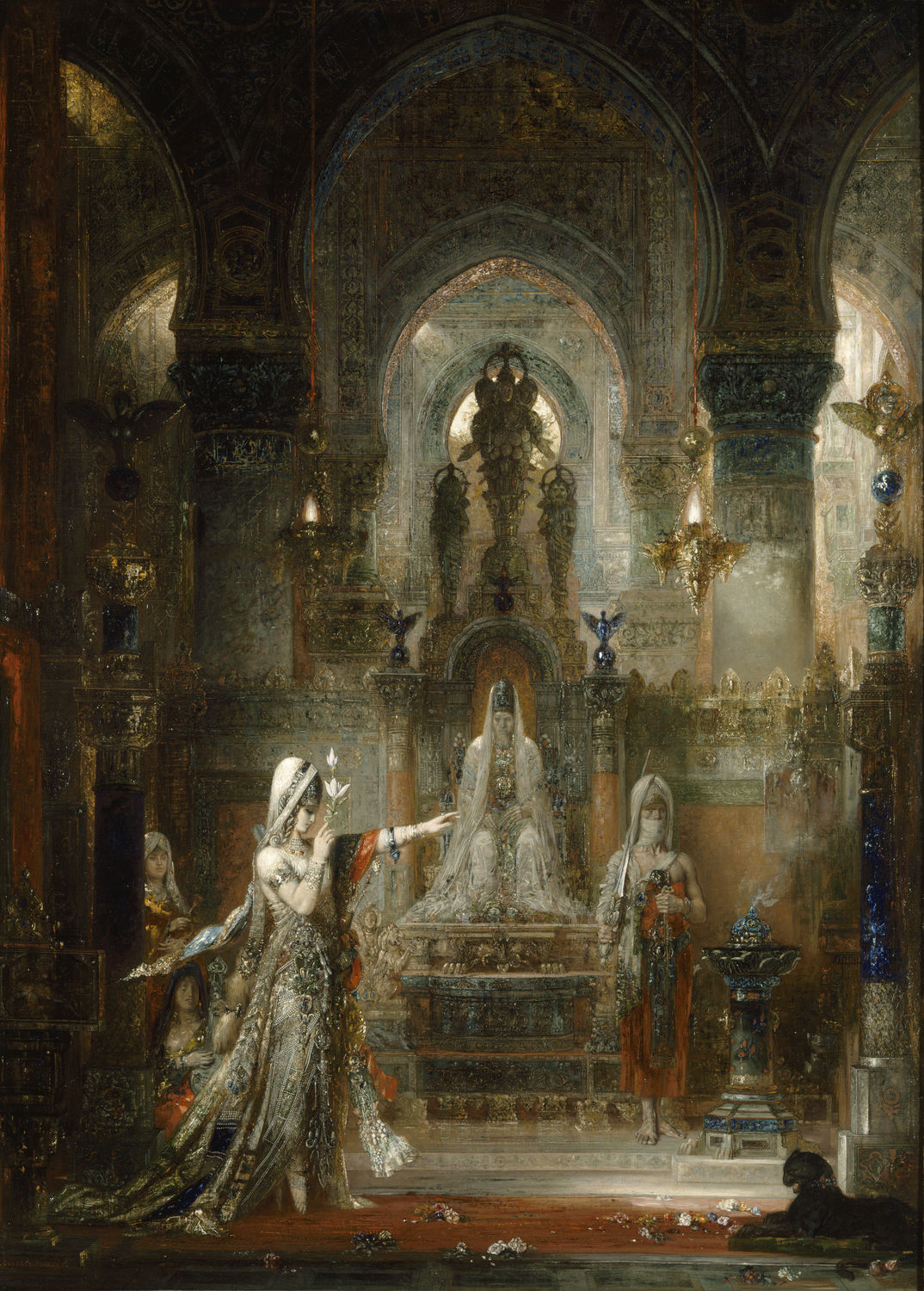
سالومي ترقص أمام هيرودس بريشة غوستاف مورو عام 1876

## روابط خارجية
- غوستاف مورو على موقع الموسوعة البريطانية (الإنجليزية)
- غوستاف مورو على موقع ميوزك برينز (الإنجليزية)
- غوستاف مورو على موقع ديسكوغز (الإنجليزية)